# Copestylum clarum
Copestylum clarum är en tvåvingeart som först beskrevs av Hull 1942.  Copestylum clarum ingår i släktet Copestylum och familjen blomflugor. Inga underarter finns listade i Catalogue of Life.